# Самотлорнефтепромхим
АО «Самотлорнефтепромхим» (АО «СНПХ»)—российская нефтесервисная компания, специализирующаяся на строительстве, ремонте и обслуживании нефтяных скважин. Штаб-квартира расположена в Нижневартовске (Ханты-Мансийский автономный округ— Югра).

## История
АО «Самотлорнефтепромхим» было основано в 2004 году как специализированное предприятие, занимающееся капитальным и текущим ремонтом нефтяных скважин. В первые годы деятельность компании была сосредоточена на обслуживании месторождений Западной Сибири. В 2008 году компания расширила спектр услуг, запустив направление мобильного бурения для работы в труднодоступных районах, а также внедрила технологию зарезки боковых стволов (ЗБС) для повышения эффективности добычи на зрелых месторождениях.[значимость факта?] В 2012 году компания запустила эшелонное бурение, а уже в 2019 году был введен в эксплуатацию цементировочный цех, предназначенный для укрепления обсадных колонн скважин и предотвращения их разрушения.[значимость факта?] Спустя три года в АО «СНПХ» был открыт трубный цех и лаборатория неразрушающего контроля. 2023 год ознаменовался открытие цеха по ремонту и обслуживанию бурового оборудования, запуском нового направления — телеметрии.[значимость факта?] Предприятие посетил губернатор Ханты-Мансийского автономного округа Н.В. Комарова.[значимость факта?] В 2024 году компания сформировала флот ГРП.[значимость факта?]